# シール (工学)
シール（英: seal）は、機械や装置において、液体や気体の外部への漏れや雨水や埃などの内部への侵入を防ぐ部品や素材の総称。外部のごみや異物が内部に侵入するのを防ぐ働きもする。宇宙ロケットから各種機械装置、家庭のガス・水道の配管、壁のひび割れの補修まで非常に幅広く使われる。普段あまり目立たない部品であるが、機械の性能維持に重要な役割を果たしている。1986年のスペースシャトル・チャレンジャー号の爆発事故も固体ロケットブースター内部のOリングの機能不全が原因とされている。

## 語源
元の意味は英語の印章 (seal) 。西洋では文書を封緘する際に溶けた蝋を糊代わりに使い、その蝋に印章を押すしきたりがあったので、封印することもシールと呼んだ。そこから転じて封じるもの・密閉するものをシールと呼ぶようになった。

## シールの始まり
記録に残っている物では、紀元前2000年頃のメソポタミア文明の古代バビロンがある。ギリシアの歴史家ディオドロスが書き残した記録によると、ユーフラテス川の川底を横断するトンネルが建設され、そのトンネル壁はレンガが積まれアスファルトで防水処理されていた。アスファルトによる防水はその後長く使われ、特に地中海沿岸では造船に広く使用された。マルコ・ポーロの東方見聞録には、当時のヨーロッパ船の防水にアスファルトを使用することが一般的であった記述がある。シールが工業的に重要になったのは蒸気機関が発達した18世紀頃からである。蒸気機関は高温・高圧の方が熱効率が高いので、シールの性能が非常に重要になった。

## シールの分類
現代のシールは固定用途に使われるガスケットと、運動部分・可動部分に使用されるパッキンに分類される。各シールについては、この項内で概略を解説する。

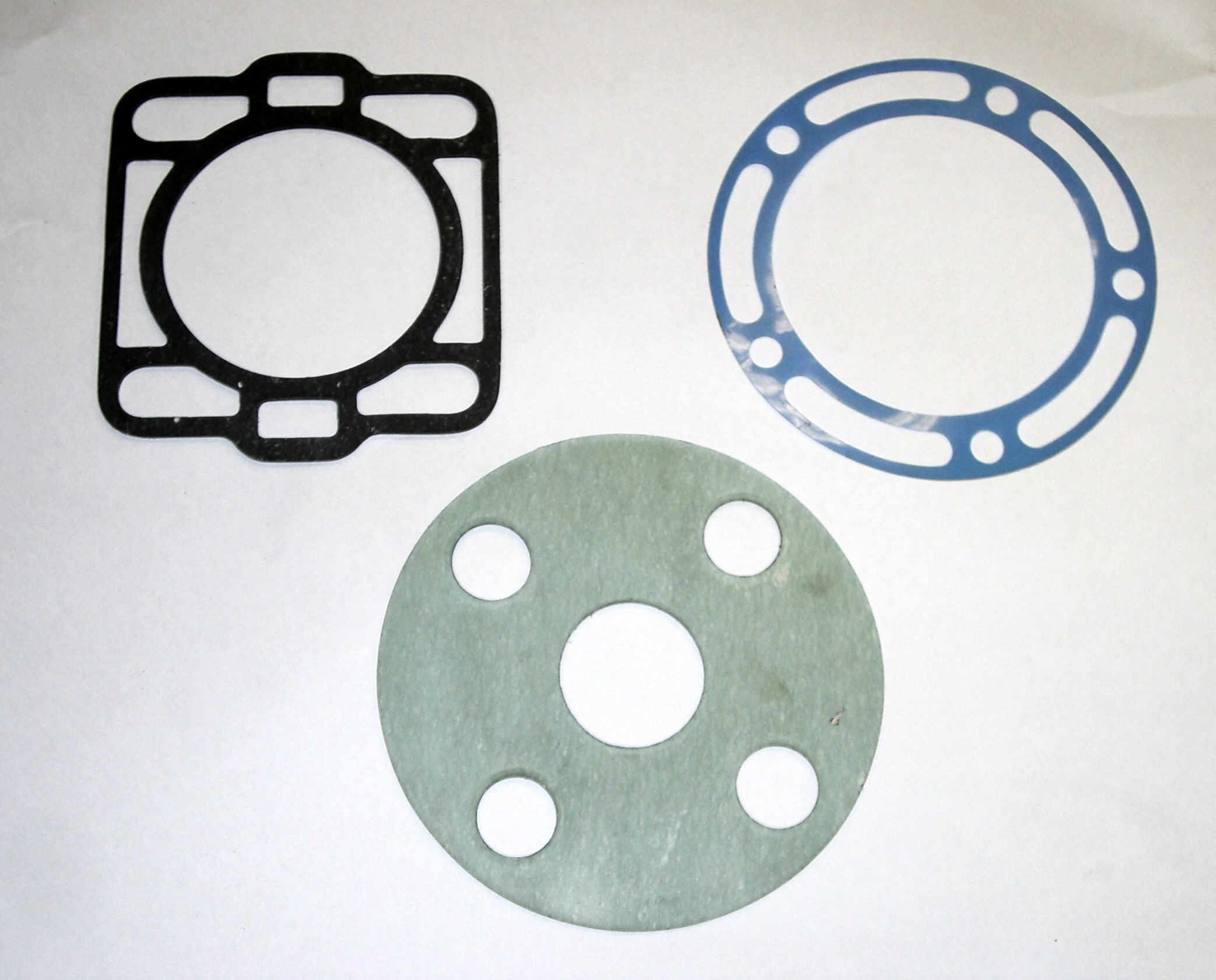
各種打ち抜きガスケット、サイズは10cm。目的に応じて様々な素材や形状がある

### ガスケット
シール部分がボルト等で固定されているものをガスケットと呼ぶ。ガスケットは配管の接続面（フランジ）、エンジンのヘッドカバー、シリンダーヘッド、シリンダーブロック、オイルパン各面の接合部などに使用される。Oリングやゴムシート等のソフトガスケット、金属を加工したメタルガスケット、金属と非金属を組み合わせたセミメタルガスケット、ネジ部分に広く使われているシールテープや液状シール、紙やコルクなどがある。

### パッキン

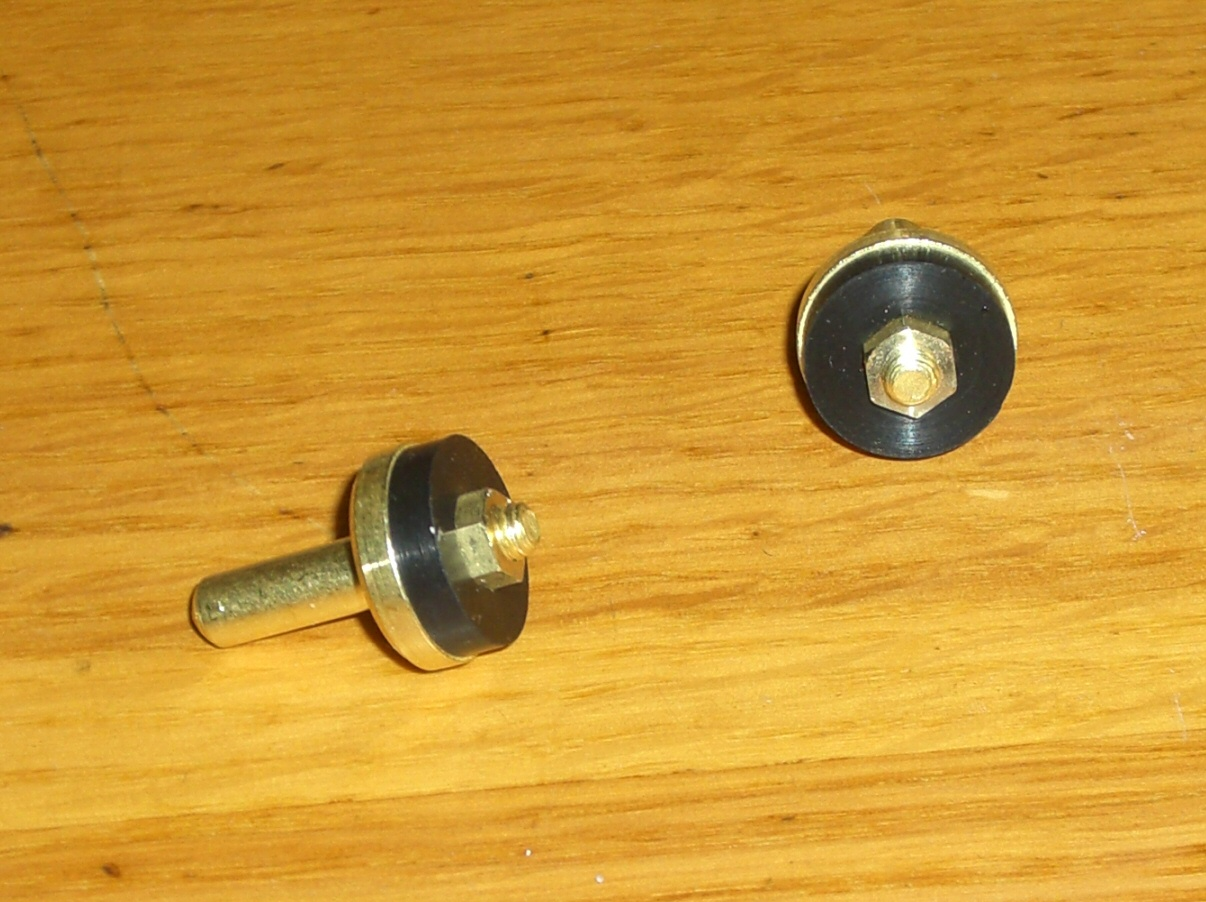
身近にあるパッキン、水道の蛇口の栓の下方にある止水用パッキン、黒い部分が硬質ゴム

パッキン（日: 衛帯，英: packing）とは，シールと接触する部分で回転運動や往復運動をしたり、繰り返し着脱する場合を指す。ポンプやモーターの軸やバルブの可動部のような回転部分、ピストンのような往復運動部分、カプラーの接続部・水道蛇口の止水部などに使われる。シールが運動部分と接触している接触シールと、そうでない非接触シールに分類される。
接触シールには目的に応じて多様な種類がある。流体の圧力を利用して密閉性を高めるタイプをセルフシールパッキンと呼び、Oリングやリップパッキンが該当する。
比較的低い圧力の油圧機器や潤滑油の密閉に使われるオイルシールは、シール部材（ゴムあるいはゴム+金属）自身の弾性で密閉性を確保する。メカニカルシールはコイルバネの力を利用して密閉性を確保する。
回転軸などによく使われるグランドパッキン（軸封部品）は、軸と固定部の間に繊維製品（編組グランドパッキン）や、金型成形された膨張黒鉛シート（ダイモールドパッキン）など、柔軟で潤滑性のある詰め物を挟んでシールする。糸やフェルトも古くから使われている。
非接触シールには、ラビリンスシールと磁性流体シールがある。

## シールに要求される性能
シールに要求される性能は使用される条件によって多様である。
- 密閉すべき流体の圧力によって変形しない強度。ガスケットではボルトによる締め付け力に対する充分な強度も求められる。
- 高圧・高温等の条件下においても流体を透過させないこと。
- 流体の温度や使用される場所の外気温変化に対しても機能を維持すること。即ち使用される温度範囲内においては、高温での軟化や変質、低温での固化を起こさないことが必要。
- 使用する流体の化学的性質に対する耐性。耐性の例を示す。
  - 耐水性：水系に使用する場合に求められる機能、錆びたり溶けたりしないこと
  - 耐油性：使われる油成分によって軟化・膨潤したり脆くなったりしないこと
  - 耐酸性：酸成分を使う場合、酸におかされないこと
  - 耐アルカリ性：アルカリ成分におかされないこと
  - 耐酸性や耐アルカリ性をまとめて耐薬品性と呼ぶ場合がある。
- 接する部材との密着性すなわち柔軟性や弾性が必要。
- 運動部分に使用される場合は相手に摩擦損傷を起こさない材質であること、摩擦係数が小さく運動への負荷が低いこと。
- 使用される期間中に大きな変形・ひすみなどの劣化や破損を起こさない安定性。

## シールの材質
シールに使われる素材は、温度・圧力・耐性などの条件に応じて単独や組み合わせて使用される。

### 有機材料
有機材料として、天然ゴムの他にニトリルゴム、アクリルゴム、スチレンブタジエンゴム、フッ素ゴム、エチレンプロピレンゴムなどの合成ゴム、シリコーンゴム、四フッ化エチレンゴム樹脂、麻や綿などの植物繊維、さらには牛革をなめし加工した皮革などが使用される場合もある。これらの材料はその特性に応じて、各種の産業用途や家庭用途で広く使われている。
一般にゴム系の素材は接触面とのなじみが良く施工も容易だが、耐熱性に乏しい上に低温で固化するため使用温度範囲が狭い、高圧に耐えない等の特徴がある。また素材に加硫架橋が存在する場合は流れる流体及び周囲の銅素材による銅害での劣化に注意する必要がある。
耐薬品性は素材の性質による。

### 無機材料
シールに使われる素材は無機材料として、鉄合金、非鉄合金、セラミック、黒鉛、石綿（アスベスト）などがある。金属系素材は耐熱性や耐圧性に優れるが、接触面の平滑さが要求され施工の際にも技術が必要。使用可能温度・耐圧性・耐薬品性は、素材金属の性質に依存する。

#### 石綿
石綿は極低温から1000°Cを越える高温まで非常に広い温度範囲で安定して使用できる特性があり、耐水・耐油・耐薬品性も良好な素材。10%から20%のゴムまたは合成ゴムを添加し整形した石綿ジョイントシートとして、あるいは金属と組み合わせた渦巻き形ガスケットやメタルジャケット形ガスケットとして、更には耐熱性と耐薬品性を兼ね備えたグランドパッキンの素材として広い範囲で使用されていた。
日本において石綿は平成18年9月の労働安全衛生法の改正により全面製造禁止となったが、代替品が確立していない特定分野のシールについては政令により製造の禁止が猶予されている。
猶予されている製品はポジティブリストとして厚生労働省の労働安全衛生法施行令で附則としてあげられている。当初リストには6種12項目挙げられており、シール材としては4種10項目が温度や圧力や化学条件を指定した条件下での使用を認められていた。即ち化学工業、鉄鋼業、非鉄金属製造業の既存の施設の設備の特定条件下での使用で8項目、潜水艦の特定部品への使用で2項目が挙げられていた。
ポジティブリストは代替品の技術が確立された時点で見直しがなされ、2012年3月に全ての代替技術が確立し、石綿は完全に製造禁止となった。

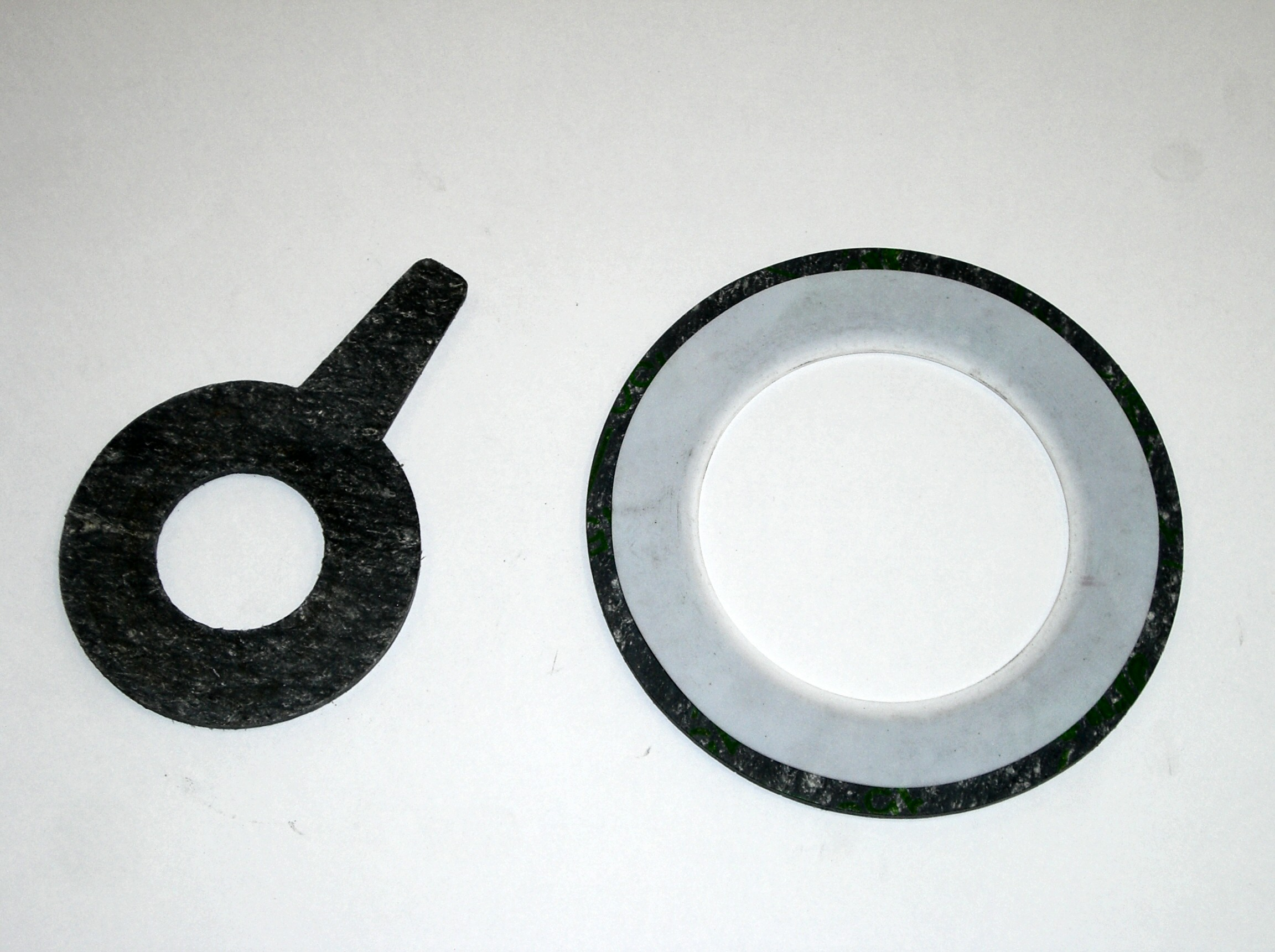
ジョイントシートガスケット 左は耳つき、右はPTFE包みガスケット

| 材質               | 使用温度範囲 | 耐圧       | 耐薬品性   |
| ------------------ | ------------ | ---------- | ---------- |
| 天然ゴム           | -20～100     | 10気圧まで | 劣る       |
| シリコンゴム       | -60～200     | 10気圧まで | やや良     |
| テフロン樹脂       | -100～100    | 10気圧まで | 良好       |
| 上記以外の合成ゴム | -20～100     | 10気圧まで | あまりない |
| 石綿（繊維）       | -200～1300   |            | 良好       |

## 代表的なガスケット
ガスケットは固定された状態で長期間安定に密閉を保つ必要があるため充分な耐熱性・耐圧性・耐薬品性が要求される。固定といえども温度の上下による締め付けボルトの伸縮などによる締め付け力の強弱変化は不可避なので、締め付け圧ゆるみに対する適性（圧縮復元性能）も重要である。

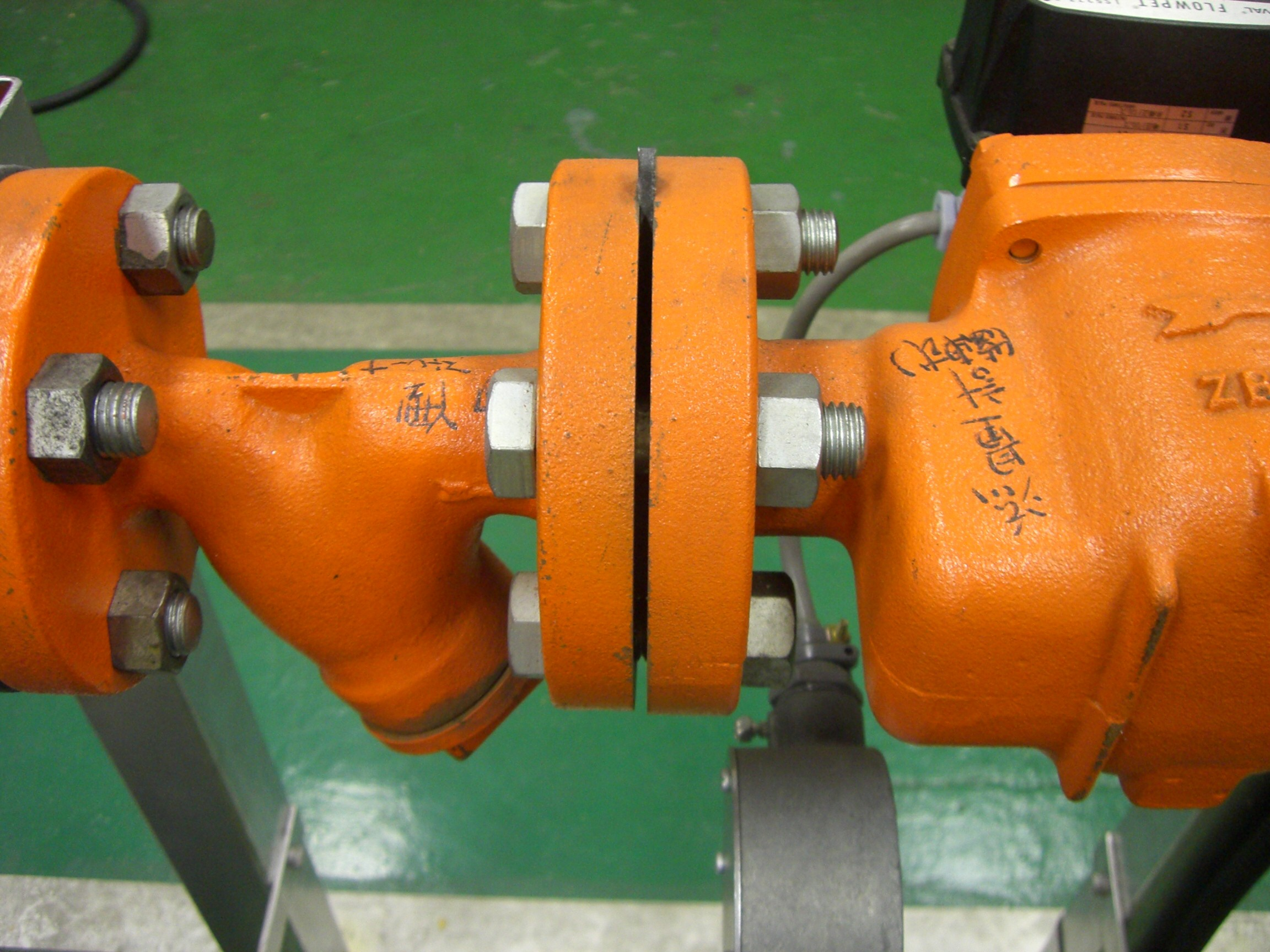
ガスケット施工例、ボルトで固定したフランジの間に耳つきのジョイントシートガスケットが装着されている

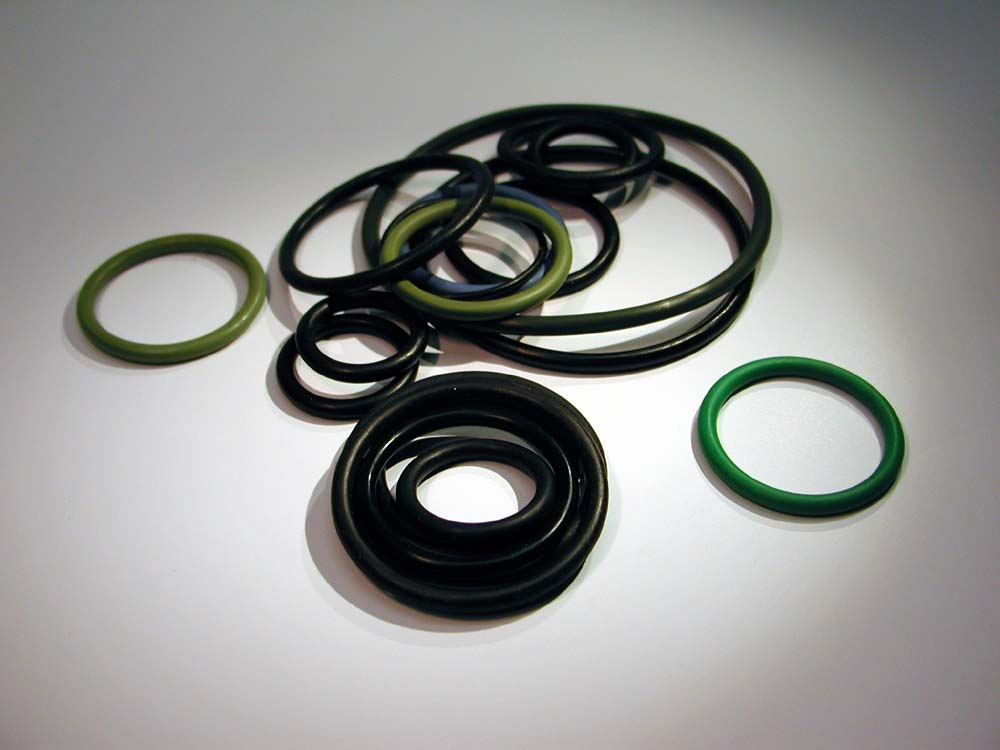
Oリング（ガスケットとしてもパッキンとしても使われる

### 軟質ガスケット
ゴムガスケット
ゴムの弾性、復元性を利用したガスケットで施工が容易。ゴム板を切り抜いたり、あらかじめ決められた形に成形したり打ち抜いたりして使われる。10気圧までの低圧用で、温度範囲は-20〜100°C
ジョイントシートガスケット
繊維材料・充填材・ゴムを混合し加熱ロールで圧延して得られたシートを打ち抜き加工したもの。配管用として水・油・酸・アルカリ・蒸気・ガスなどに幅広く使用される。ガスに使う場合10気圧、液体の場合30気圧まで使用可能で、温度範囲は-100〜200°C。
PTFE打ち抜きガスケット
PTFEはポリテトラフルオロエチレンまたは四フッ化エチレン（デュポン社の商標であるテフロンの名が半ば通称化している）のことで、耐薬品性が非常に優れた素材。使用目的の形に打ち抜いたものを使用する。弾性や高温での強度等機械的な性能にやや難がある。圧力は10気圧まで、温度範囲は-100〜100°C
PTFE包みガスケット
PTFEの耐薬品性とジョイントシートの汎用性を組み合わせたもの。ジョイントシートが液体に触れる側の表面をPTFE膜で包んだ構造。圧力は20気圧まで、温度範囲は-100〜150°C
Oリング
Oリングは断面が円形の環状シール。ガスケットとして使用する他、往復運動用のパッキンとしても使われる。素材はニトリルゴム、スチレンブタジエンゴム、シリコンゴム、フッ素ゴムが使われる。Oリングは装着用の溝にはめ込んで使用される。シール性が優れている上装着が容易なので油圧・空圧機器や減圧・真空用のシールとして幅広く使われている。素材によって使用温度範囲が定められている。最も温度範囲の広いシリコンゴムの使用範囲は-70〜230°C、安価なニトリルゴムは-15〜120°C。Oリングの耐圧はパッキンとして10気圧、ガスケットとしては100気圧まで。

### 硬質ガスケット
渦巻き形ガスケット
渦巻き形ガスケットはV字型の金属薄板の帯と非金属製のクッション材を交互に重ねて渦巻状に巻いた物。高温高圧用ガスケットとして配管や機器に使われる。締め付け力を厳密に管理する必要がある。耐圧はガスで200気圧、液体で400気圧。温度は膨張黒鉛テープをクッション材としたタイプでは大気中で450°C、酸素の無いところでは800°Cまで使用可能。
メタルジャケット形ガスケット
セラミックファイバーなどの耐熱クッション材を金属薄板でくるんだ構造。外板が平面のものと波状のものがある。熱交換器・圧力容器・発電機等に使われる。圧力は液体で400気圧まで。温度は皮膜金属とクッション材によるが、銅を使用した場合600°Cまで、特殊鋼とセラミックファイバーを組み合わせたタイプでは1300°Cまで使用可能。
メタルガスケット
高温・高圧・高シール性を求められる条件に使用される。鋼・ステンレス鋼・銅・アルミニウム・チタン・特殊合金などを使用条件に応じて選定する。装着に際し大きな締め付け力が必要。シール断面が板状のプレーン型や円形の丸型のほかに三角形のデルタ型や凸レンズ状のレンズ型など多種の形状がある。使用に際して、材質は接触する本体よりやわらかいものを選ぶ必要がある。耐圧は断面形状、温度は使用する金属の種類による。自動車などの内燃機関に多用される。
メタル中空Oリング
チューブ状の金属をリング状に整形して両端を溶接したもの。材質はステンレス鋼が多い。高温のエンジン、高圧の射出整形機などに使われる。

### その他のガスケット
シールテープ
PTFE（四フッ化エチレン樹脂、テフロン樹脂）のテープで、家庭用の水道を含む一般配管のねじ部分のシールに使用される。テープがネジの隙間に充填されることでシールされる機構。
液状ガスケット
低圧用配管の漏れ防止に使われる。チューブに入った白い粘い液状のものが市販されている。施工後固化するものが多い。同様のものが家屋外壁のひび割れ補修用にも使われる。

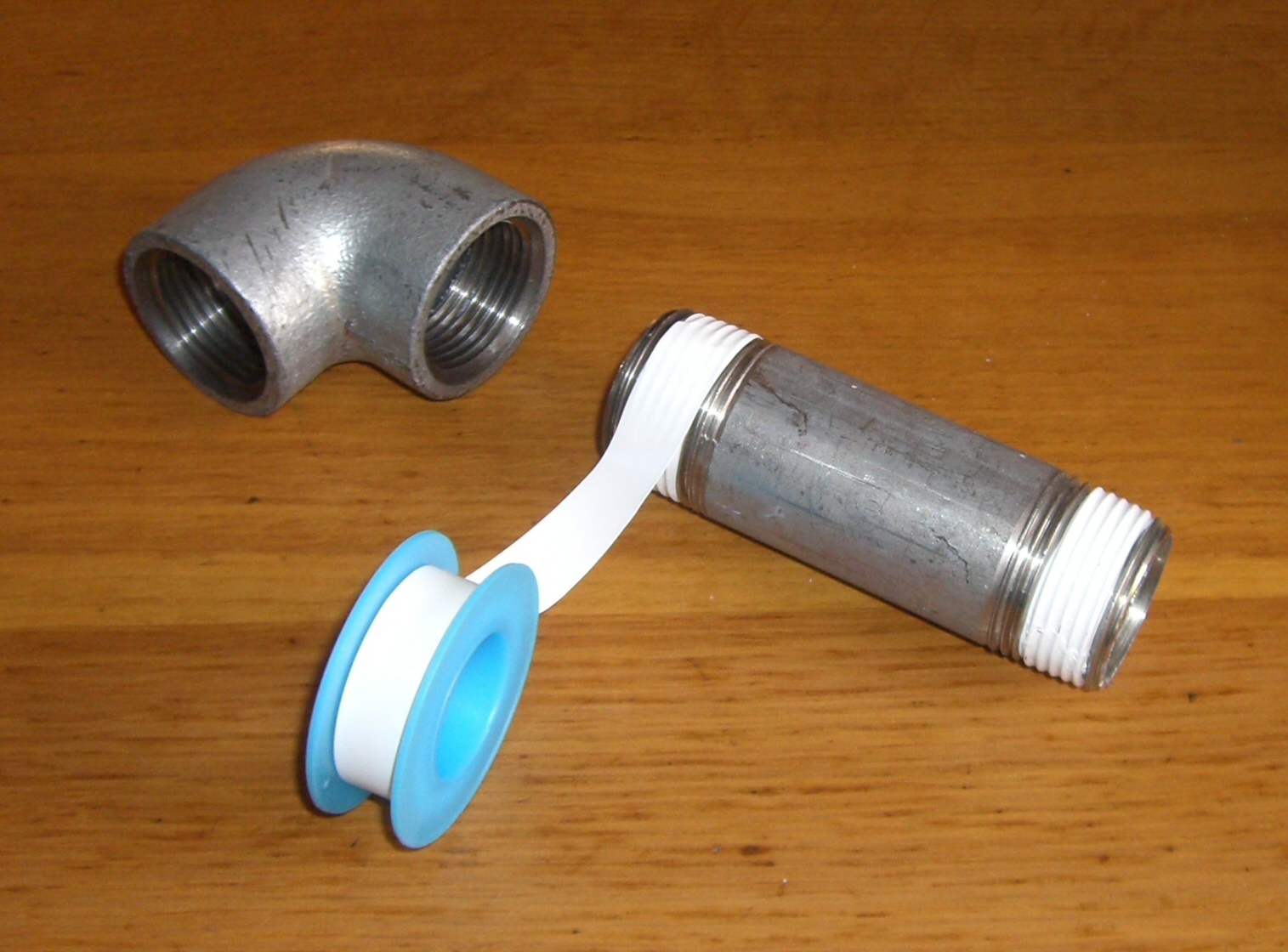
シールテープの巻き方、ネジ一山を残してネジ締め付け方向と同じ方向へ巻く、テープ幅10mm
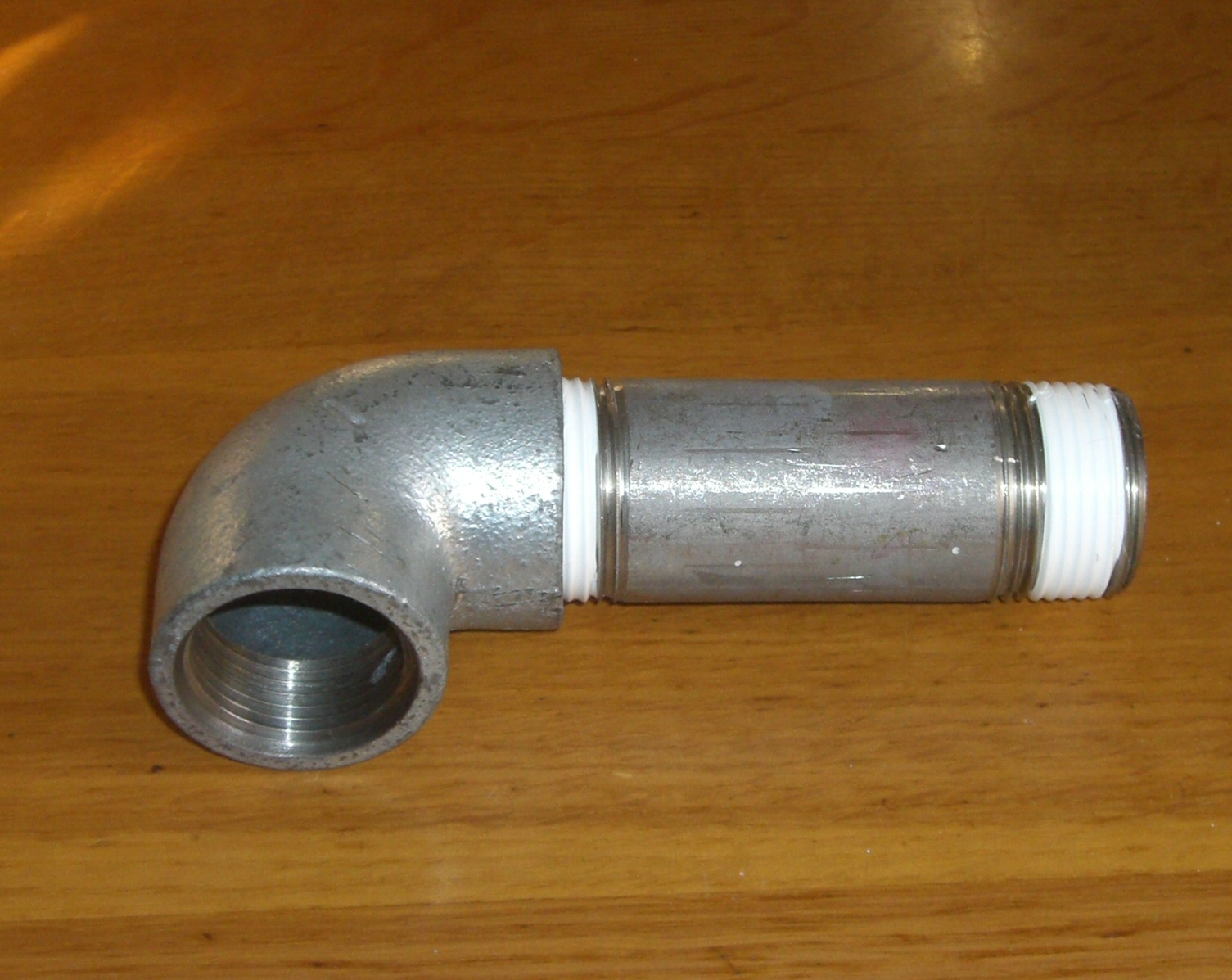
シールテープ施工例

## 代表的なパッキン
パッキンはポンプの回転軸やシリンダーのピストン軸のような運動部分の密封に使用される部材。このような使用条件から、漏れを完全に止めずに「少しずつ漏らしながら」あるいは「最低限の漏れは許容しながら」使用される場合が多い。接触型のパッキンで液体を密封するタイプは使用する液体を潤滑液として機能させるため、空運転は故障の原因になる。

### リップパッキン
リップパッキンは環状のパッキンで、軸と本体の所定の隙間にはめ込んで使用する。断面形状から Uパッキン・Vパッキン、Lパッキンに分類され、UやVの開いた側に高圧流体が来るように装着される。流体の圧力によってU字やV字が開く方向に力が働き、密閉性を確保する「セルフシールパッキン」である。素材はゴムが多いが皮革なども使用される。Uパッキンは一重で、Vパッキンは複数のパッキンを重ねて使う。

### オイルシール

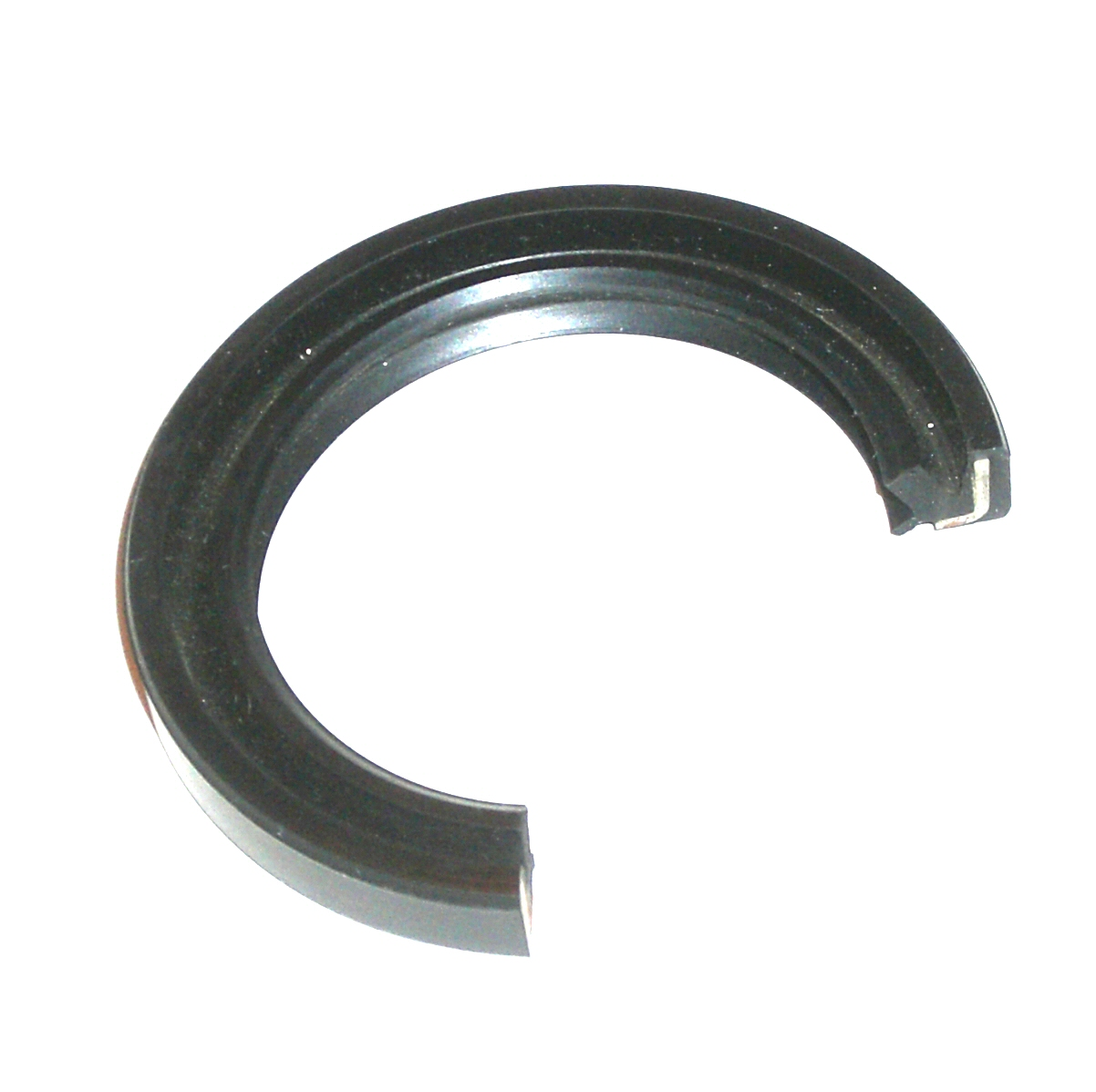
オイルシール（構造が見易いよう環状のものを一部切除）、外側が固定部分に取り付けられる。断面の白い部分が金属、内側の上部が液封部（シールリップ部）で下側が異物侵入防御のダストリップ部

回転軸の軸受け部をシールして、内部の潤滑油を外へ漏らさないようにする目的で使用される。
材質は高弾性のゴムと金属を組み合わせて作られる。外周部に金属が組み込まれており、外周部を固定部にしっかり取り付ける。ゴムと金属の弾性の力によって内周部のゴム製リップ部分（シールリップ部）を回転軸に押し付けて密閉性を保つ構造。その際 回転する金属軸とリップ部を潤滑させる目的で、内部の潤滑油をわずかずつ漏らす機構になっている。
従って潤滑油が所定量以下に減った場合、オイルシール自身が潤滑不足になって焼きつきや破損につながる。外部からの異物侵入防止構造（ダストリップ部）を有するものが多い。産業用機械のほか車両の車軸やオートバイの前輪サスペンション、ショックアブソーバーなど、直動部分にも使われている。

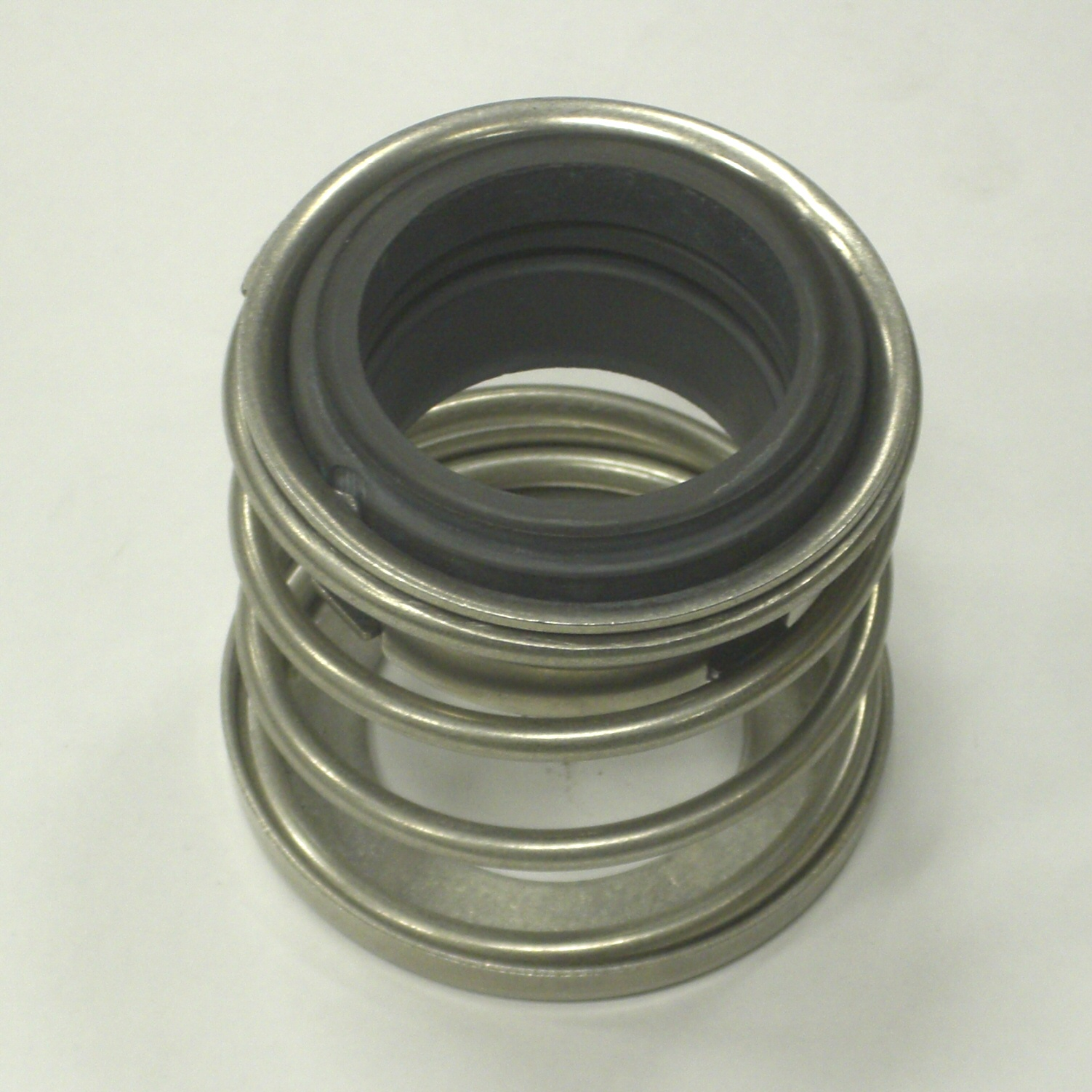
メカニカルシールの部品、カーボン製の固定環とばね

### メカニカルシール
メカニカルシールも液体を扱う機器の回転部に使用される。パッキン類の中では構造が複雑で取り扱いに注意を要するが、正しく使用された場合液漏れは極めて少なく、摩擦も少なく、メンテナンスも極小に出来る優れたパッキンである。一般的な使用例として、水冷エンジンの水ポンプ軸のシールや、車載エアコンのコンプレッサー軸のシール、汲み上げポンプ軸のシールなどがある。
シールの機構は回転軸と一体になった回転環と、固定部に取り付けられた固定環が、コイルバネによって一定の力で押し付けられて軸に垂直な平面で接触している。回転環と固定環の接触面は非常に平滑に仕上げられて摩擦が少ない上、扱う液体自身が潤滑液として働く。
一般に固定環には素材として自己潤滑性のあるカーボンを使用し、回転環には形状が保たれる素材を使用する。留意点として、オイルシール等と同様にシールされる液体が微量漏れることによって摺動と密閉が両立されているので、ドライ状態で運転すると容易に焼きつきを起こす。また液体に微細な粒状物が多いと摩擦により摺動部が早期に摩耗して漏れるようになる。

### グランドパッキン
グランドパッキンはグリース等の潤滑材を染み込ませて編み上げたロープを適切な長さに切ってポンプの回転軸と固定部の間（スタフィングボックス、船舶の場合はスターンチューブ）に軸を取り巻く形で詰め込む。通常3本から5本重ねて使われる。その上からグランド押さえで蓋をし、締め付けボルトで圧縮力を与えてシールする。
安価で取り付けが簡便なパッキンであり、船舶や工場の回転軸等で使われる。欠点として 回転軸に対し広い面積で接触する方式であるため回転摩擦が大きい事、絞め過ぎると焼きつきを起こすので内部の液体を常時少しずつ漏らしながら使用する。装着後の劣化によって漏れが多くなるので適宜締め付けボルトを増し締めする。
小型船舶の場合は停泊時には１分間に数滴、運転中は数秒に１滴漏れるように調節する。走行後の停泊時には漏れが増えるが、海水によりロープが膨潤することで漏れが少なくなる。従って適正な漏れとなるように頻繁に締め具合を調節する必要がある。

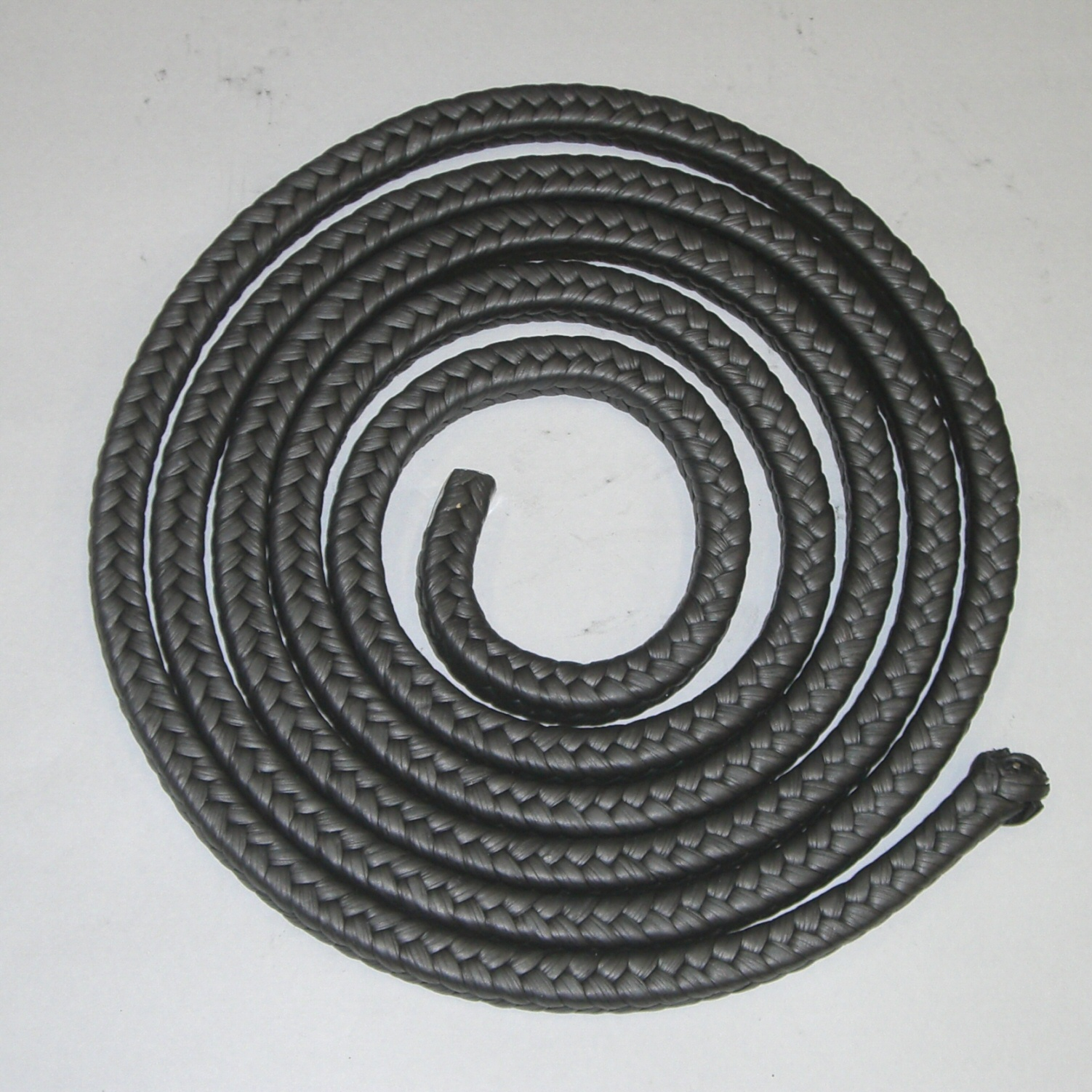
グランドパッキン、幅10mmのもの、適切な長さに切って使用する
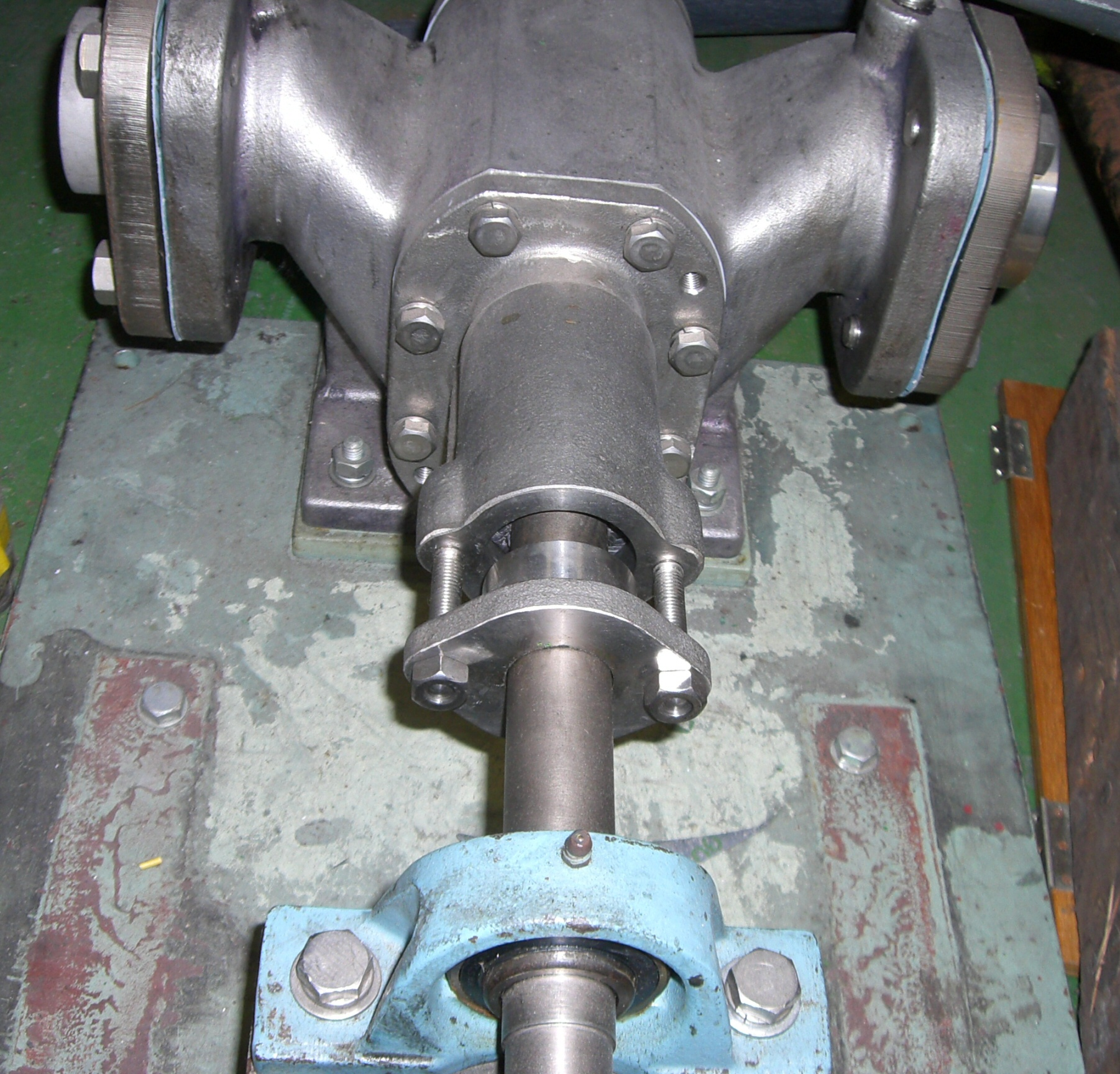
グランドパッキンを装着前のポンプ、軸の周囲にパッキンを詰め込むスタフィングボックスが見える
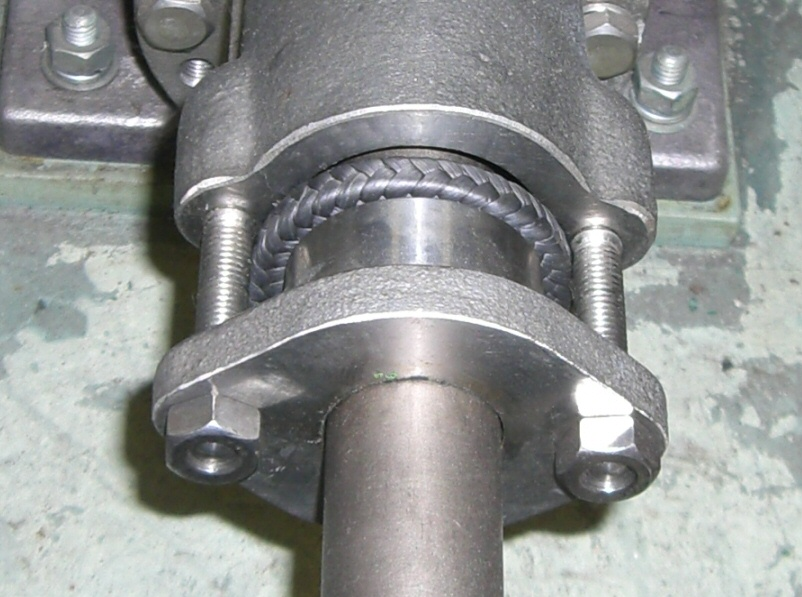
グランドパッキンを装着する
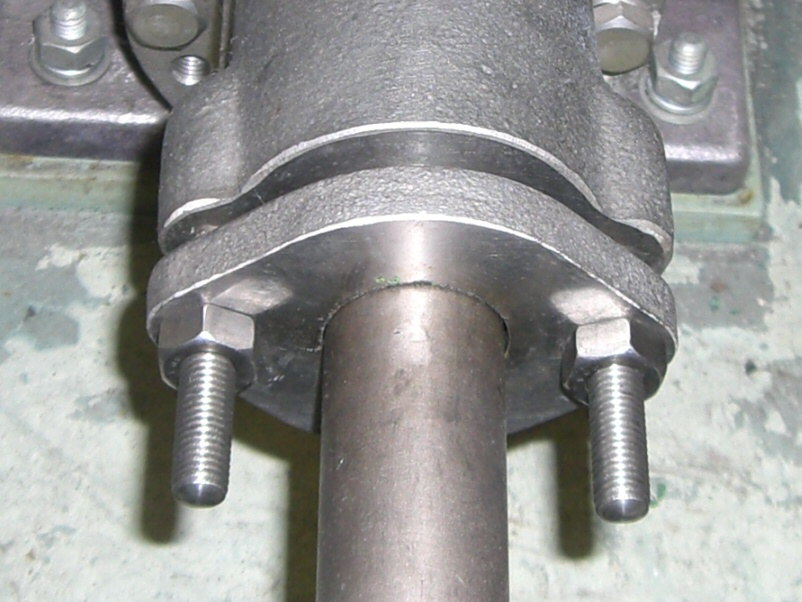
締め付けボルトでパッキンを締めこんだところ

## 非接触シール
非接触シールは回転部と固定部の固体同士の摩擦が起こらない機構。磨耗粉が発生せずクリーンな環境が保てる上、長寿命で省エネルギーあるという特徴がある。

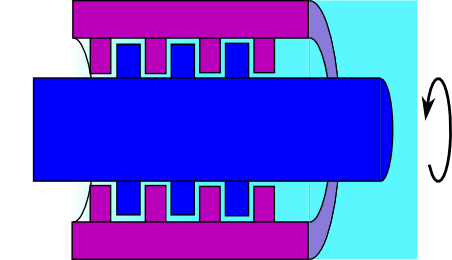
ラビリンスシールの構造

### ラビリンスシール
圧縮ガスのシールに使われる機構で、高圧の空気や蒸気を漏らしながら使う。原理的には回転軸と固定部の間に凹凸の隙間を何段にも組み合わせて、各段ごとに徐々に漏れ圧を下げてゆく。何段にも設けられた隙間を迷路（ラビリンス）に見立てて名づけられた。

### 磁性流体シール
磁性流体とは磁性微粒子をベースオイル中に分散させた液体。磁性体の回転軸の外周に環状の永久磁石を設置し、永久磁石と軸の間に磁性流体を充填すると、永久磁石と回転軸の間に形成される磁力線に沿って磁性流体のシールが出来る機構。固体の接触が無いので磨耗が無く磨耗粉が発生しない、摩擦抵抗が少ない、漏れが無い等の優れた特性を持っている。PVD装置、CVD装置やスパッタ装置などの、磨耗紛を極度に嫌う半導体製造用真空加工装置には不可欠のシステムである。